# Rio Bratilov
O Rio Bratilov é um rio da Romênia afluente do Rio Milcovăţ, localizado no distrito de Giurgiu.